# Сивілині книги
Сивілині книги (лат. Libri Sibyllini)  — 9 книг, написаних грецькою мовою, які згідно з легендою, Кумська сивіла запропонувала купити цареві Тарквінієві Гордому.
Відповідно до легенди, Тарквіній відмовився від їх придбання. Тоді сивіла кинула у вогонь три книги й запропонувала цареві купити решту. При повторній відмові царя сивіла спалила ще три книги і знову запропонувала купити за ту саму ціну три книги, які залишилися. Порадившись з авгурами, Тарквіній купив ці книги й віддав до Капітолійського храму. Охороняти книги доручили двом патриціям і ще двом грекам, які їх перекладали й тлумачили. Згодом до трьох книг додали віщування Тібурської сивіли Альбунеї, які, за переказом, були занесені в Рим водами Тибру, а також «Книги братів Мартіїв», укладені латинською мовою.
Після пожежі Капітолійського храму у 83 р. до н. е. сенат відрядив до Ерітру, Іліону й Самосу послів, які зібрали там новий збірник сивілиних пророцтв. За переказом, пророцтва були записані на пальмових листках і зберігались у суворій таємниці; навіть римляни, крім колегії жерців (квідецімвірів), не мали до них доступу.
За Сулли колегія жерців — зберігачів і тлумачів сивілиних книг — складалася з 15 членів. Жерці були звільнені від усіх державних повинностей і на вимогу сенату мусили в присутності службових осіб відкривати сивілині книги й дізнаватися, що означають ті чи інші прикмети, яка жертва найприємніша богам, чим закінчиться той чи той важливий захід.
Майже всі нові обряди й культи, встановлені в історичну епоху римської держави, завдячують своїм походженням книгам Сивіли. Сюди належить уведення до римського пантеону нових божеств — Аполлона, Латони, Великої матері, Ескулапа, а також перенесення на римські божества атрибутів і рис грецьких богів: Діану ототожнено з Артемідою, Кереру з Деметрою, Прозерпіну з Персефоною, Геркулеса з Гераклом тощо.
Сивілині книги, які збереглися до нашого часу, на думку вчених, походять з II ст. н. е. У них знаходять сліди гебрейського та християнського впливів пізніших часів.
У переносному значенні сивілині книги — пророцтво. Вислів «читати сивілині книги» означає «передбачати майбутнє».